# Lohhof (Itzgrund)
Lohhof ist ein Gemeindeteil von Itzgrund im oberfränkischen Landkreis Coburg.

## Geographie
Die Einöde Lohhof liegt etwa 16 Kilometer entfernt südwestlich von Coburg. Durch den Ort fließt der Weizenbach, ein linker Zufluss der Itz.

## Geschichte
Lohhof wurde erstmals 1406 urkundlich genannt, als Caspar von Rotenhan zu Schenkenau Besitzer war. Der Ortsname bedeutet Hof am Wald. Die Siedlung war unter anderem in Besitz der Herren von Lichtenstein.
Im 19. Jahrhundert wurde Lohhof nach Gleußen eingegliedert. Ab 1862 gehörte der Ort zum neu geschaffenen bayerischen Bezirksamt Staffelstein. 1875 hatte die Einöde elf Einwohner und zehn Gebäude. Die evangelische Schule und die Kirche befanden sich im 1,5 Kilometer entfernten Gleußen.
1925 lebten in Lohhof vierzehn Einwohner in zwei Wohnhäusern. Im Jahr 1987 umfasste die Einöde zehn Einwohner und drei Wohnhäuser mit drei Wohnungen.
Am 1. Juli 1972 wurde der Landkreis Staffelstein aufgelöst. Seitdem gehört Lohhof zum Landkreis Coburg. Im Zuge der bayerischen Gebietsreform verlor Gleußen am 1. Mai 1978 seine Selbstständigkeit als Gemeinde und wurde, wie sein Ortsteil Lohhof, ein Gemeindeteil der Gemeinde Itzgrund.

### Einwohnerentwicklung
| Jahr      | 1875 | 1900 | 1925 | 1950 | 1970 | 1987 |
| --------- | ---- | ---- | ---- | ---- | ---- | ---- |
| Einwohner | 11   | 11   | 14   | 18   | 10   | 10   |